# Porocara
Porocara is een geslacht van kevers uit de familie van de loopkevers (Carabidae). De wetenschappelijke naam van het geslacht is voor het eerst geldig gepubliceerd in 1917 door Sloane.

## Soorten
Het geslacht Porocara omvat de volgende soorten:
- Porocara glabrata Baehr,
- Porocara nigricollis Baehr,
- Porocara occidentalis Baehr,
- Porocara punctata Sloane,
- Porocara ulrichi Baehr,